# Федотова, Мария Федотовна
Мари́я Федо́товна Федо́това (26 ноября (11 декабря) 1885, Алдышка, Царевококшайский уезд, Казанская губерния, Российская империя — 20 сентября 1978, Красногорский, Звениговский район, Марийская АССР, РСФСР, СССР) — марийский советский педагог. Заведующая Алдышской школой Моркинского района Марийской автономной области / Марийской АССР (1930—1949). Заслуженный учитель школы РСФСР (1941). Кавалер ордена Ленина (1949).

## Биография
Родилась 11 декабря 1885 года в дер. Алдышка ныне Моркинского района Марий Эл.
Батрачка, окончила Уньжинскую школу родного района, в 1914 году экстерном сдала экзамены на звание учителя в Казани. С 1914 года работала в начальных школах на малой Родине: Керебеляк, Шереганово, Кучко-Памаш, Весьшурга, Ярамор, Кумужъял, Азъял, Большой Карамас. В 1930—1949 годах была заведующей Алдышской школой Моркинского района Марийской автономной области / Марийской АССР. Её выпускниками в разные годы были заслуженная артистка РСФСР, народная артистка МАССР Анастасия Тихонова, первый народный писатель МАССР, участник Великой Отечественной войны Никандр Лекайн и многие другие известные в Марийской республике люди.
В 1941 году ей присвоено почётное звание «Заслуженный учитель школы РСФСР». В 1939 году за многолетнюю и добросовестную педагогическую работу награждена орденом «Знак Почёта», в 1949 году — орденом Ленина. Также в 1946 году отмечена медалью «За доблестный труд в Великой Отечественной войне», награждена почётными грамотами Президиума Верховного Совета Марийской АССР, Министерства просвещения РСФСР и др.
В 1943 году погиб на фронте её единственный сын Виктор.
Скончалась 20 сентября 1978 года в доме-интернате для престарелых в пос. Красногорский Звениговского района Марийской АССР.

## Награды и звания
- Орден Ленина (1949)[1][2][3]
- Орден «Знак Почёта» (1939)[1][2][3]
- Медаль «За доблестный труд в Великой Отечественной войне 1941—1945 гг.» (1946)[3]
- Почётная грамота Министерства просвещения РСФСР[3]
- Почётная грамота Президиума Верховного Совета Марийской АССР[3]
- Заслуженный учитель школы РСФСР (1941)[1][2][3]